# Schönram
Schönram ist ein Gemeindeteil der Gemeinde Petting im Landkreis Traunstein, Oberbayern. Sie ist Standort der Privaten Landbrauerei Schönram. In der Zeit des Nationalsozialismus befand sich hier das Reichsarbeitsdienstlager Schönram mit einer Station für TBC-kranke Zwangsarbeiter. Östlich von Schönram befindet sich das Hochmoor Schönramer Filz.

## Baudenkmäler

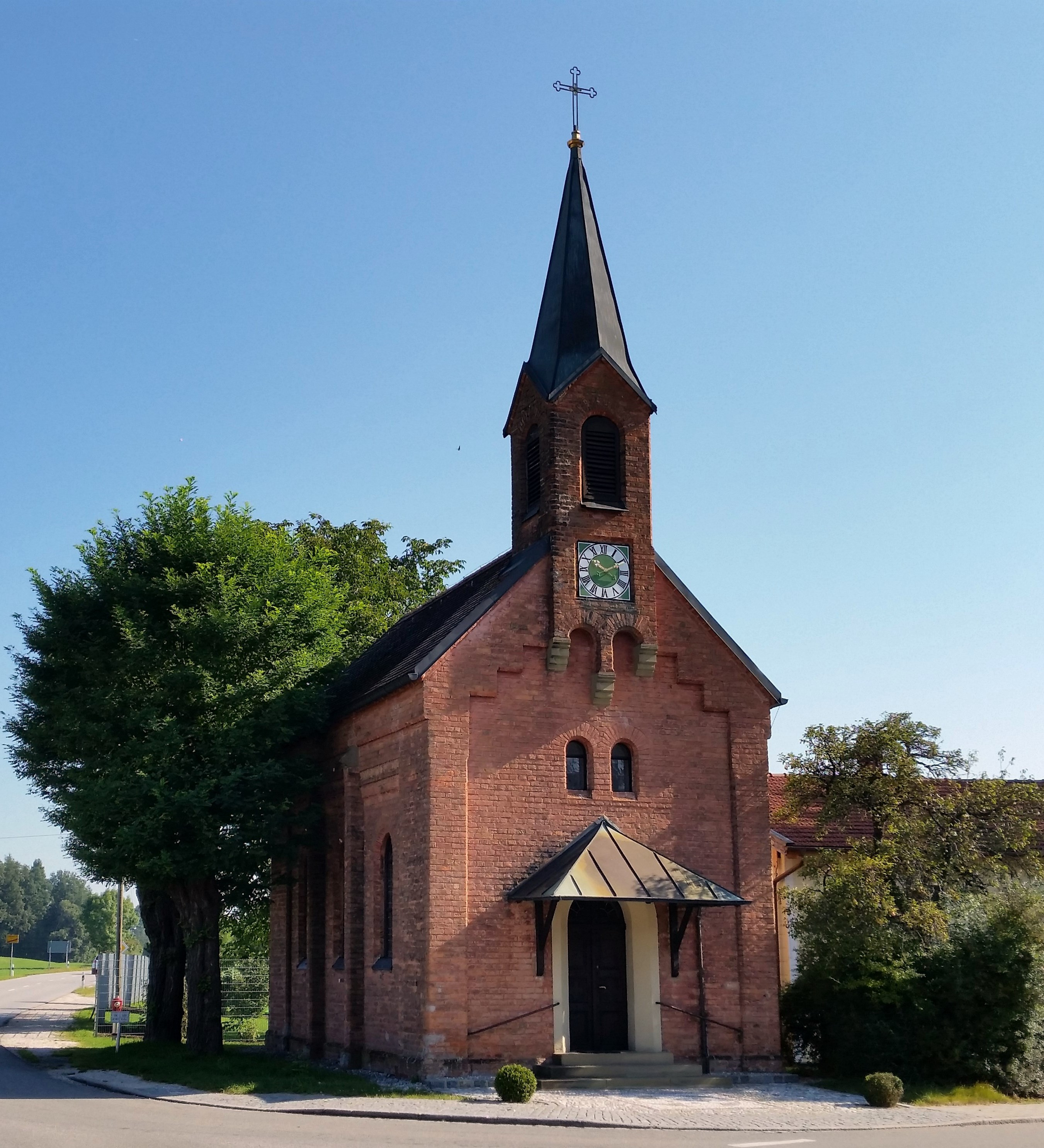
(2016)

In der Liste der Baudenkmäler in Petting sind für Schönram vier Baudenkmäler aufgeführt, darunter
- die katholische Filialkirche Sieben Schmerzen Mariä, ein gegliederter Sichtziegelbau mit Dachreiter, erbaut als Privatkapelle 1852.